# Crocidura rhoditis
Crocidura rhoditis is een spitsmuis uit het geslacht Crocidura die voorkomt in de bossen van Noord-, Midden- en Zuidwest-Celebes (Indonesië). Deze soort is waarschijnlijk verwant aan andere spitsmuizen uit Celebes (C. lea, C. levicula, C. musseri en C. elongata), hoewel een verwantschap met C. lepidura uit Sumatra ook niet uitgesloten is.
Na C. elongata is C. rhoditis de grootste spitsmuis van Celebes. De dikke, dichte vacht is donkergrijs. De handen en voeten zijn wit tot roze. De kop-romplengte bedraagt 84 tot 88 mm, de staartlengte 69 tot 74 mm, de achtervoetlengte 16,1 tot 16,8 mm en het gewicht 11,6 tot 13,2 g. Het karyotype bedraagt 2n=30, FN=50.